# Epania metallescens
Epania metallescens là một loài bọ cánh cứng trong họ Cerambycidae.